# IC 3904
IC 3904 — галактика типу SBc () у сузір'ї Гончі Пси.
Цей об'єкт міститься в оригінальній редакції індексного каталогу.